# Konstitutionell-demokratiska partiet (Japan)

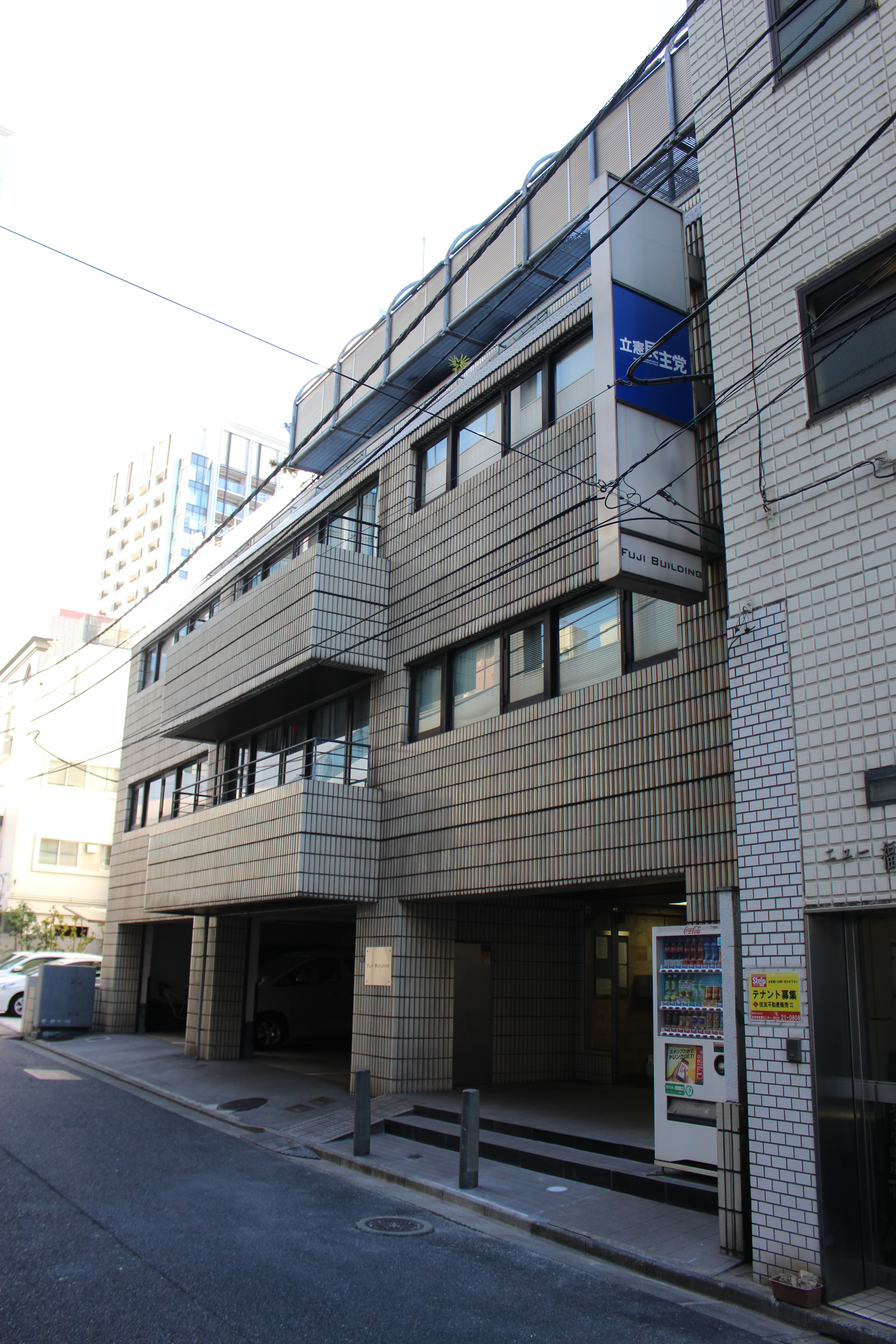
Partihögkvarteret i Tokyo, 2018.

Japans konstitutionell-demokratiska parti (japanska 立憲民主党 Rikken-minshutō) är ett liberalt parti i Japan.

## Historia
Partiet grundades i oktober 2017, mindre än tre veckor innan parlamentsvalet 2017. Partiet gick till valseger med 54 mandat, och ordföranden Yukio Edano blev oppositionsledare..
I augusti 2020 anmälde partiet att det ska förenas med Demokratiska folkpartiet. Förhandlingarna hade börjat redan 2019 och de två hade grundat en allians i parlamentet. Fusionen ägde rum nästa månad och partiet placerade sig starkt mot Shinzo Abes regering.. Till den nya parlamentariska gruppen hör också partilösa ledamöter, och tillsammans har gruppen 114 ledamöter i underhuset.

## Ideologi
Enligt sin partiprogram står partiet för bl.a.:
- Könskvotering vid val för att försäkra jämlik representation
- Legaliseringen av samkönat äktenskap
- Att motverka landets självmordsproblem
- Mot kärnkraft
- Att stänga kasinon i Japan

Partiet är observatörmedlem i Council of Asian Liberals and Democrats.